# CCNO
CCNO (англ. Cyclin O) – білок, який кодується однойменним геном, розташованим у людей на короткому плечі 5-ї хромосоми. Довжина поліпептидного ланцюга білка становить 350 амінокислот, а молекулярна маса — 38 096.
| 10         |  | 20         |  | 30         |  | 40         |  | 50         |
| ---------- |  | ---------- |  | ---------- |  | ---------- |  | ---------- |
| MVTPCPTSPS |  | SPAARAGRRD |  | NDQNLRAPVK |  | KSRRPRLRRK |  | QPLHPLNPCP |
| LPGDSGICDL |  | FESPSSGSDG |  | AESPSAARGG |  | SPLPGPAQPV |  | AQLDLQTFRD |
| YGQSCYAFRK |  | AQESHFHPRE |  | ALARQPQVTA |  | ESRCKLLSWL |  | IPVHRQFGLS |
| FESLCLTVNT |  | LDRFLTTTPV |  | AADCFQLLGV |  | TSLLIACKQV |  | EVHPPRVKQL |
| LALCCGAFSR |  | QQLCNLECIV |  | LHKLHFTLGA |  | PTISFFLEHF |  | THARVEAGQA |
| EASEALEAQA |  | LARGVAELSL |  | ADYAFTSYSP |  | SLLAICCLAL |  | ADRMLRVSRP |
| VDLRLGDHPE |  | AALEDCMGKL |  | QLLVAINSTS |  | LTHMLPVQIC |  | EKCSLPPSSK |
|            |  |            |  |            |  |            |  |            |

A: Аланін

C: Цистеїн

D: Аспарагінова кислота

E: Глутамінова кислота

F: Фенілаланін

G: Гліцин

H: Гістидин

I: Ізолейцин

K: Лізин

L: Лейцин

M: Метіонін

N: Аспарагін

P: Пролін

Q: Глутамін

R: Аргінін

S: Серин

T: Треонін

V: Валін

W: Триптофан

Кодований геном білок за функцією належить до фосфопротеїнів. 
Задіяний у таких біологічних процесах, як клітинний цикл, поділ клітини, біогенез та деградація війок, альтернативний сплайсинг, поліморфізм. 
Локалізований у цитоплазмі.